# Nacerdes himalaica
Nacerdes himalaica là một loài bọ cánh cứng trong họ Oedemeridae. Loài này được Blair miêu tả khoa học năm 1930.